# Hochbegabung
Hochbegabung ist eine weit über dem Durchschnitt liegende intellektuelle Begabung eines Menschen. Bei dem in der Psychologie am häufigsten verwendeten Modell ist dabei ein Intelligenzquotient (IQ) von 130, ein um zwei Standardabweichungen höherer Wert als der Durchschnitt, das ausschlaggebende Kriterium. Da Intelligenztests entsprechend normiert sind, sind nach dieser Definition etwa 2,3 % der Bevölkerung hochbegabt.
Die meisten Hochbegabten sind schulisch erfolgreich sowie sozial unauffällig. Eine Minderheit von etwa 15 % der Hochbegabten fällt jedoch durch erwartungswidrige Minderleistung auf. Die Betreffenden werden häufig nicht als hochbegabt erkannt und erhalten Fehldiagnosen wie z. B. Lernstörung oder Verhaltensstörung.
Es gibt keinen Konsens in Forschung und Lehre über die genauen Ursachen von Hochbegabung. Als eine wahrscheinliche Ursache gilt eine Kombination von sozialem Umfeld (vor allem während der Kindheit) und genetischen Faktoren.

## Definition
Eine Definition von Hochbegabung bezeichnet im engeren Modell ein weit über dem Durchschnitt liegendes Maß an Intelligenz. Intelligenztests werden so gestaltet, dass sich bei Anwendung der Tests auf eine zufällig gezogene Stichprobe näherungsweise eine Normalverteilung mit einem Mittelwert von 100 und einer Standardabweichung von 15 ergibt. In anderen Ländern, etwa den USA, werden regional Skalen mit einer von 15 verschiedenen Standardabweichung verwendet. (Die Werte dieser Skalen können auf die in Deutschland verwendete Skala umgerechnet werden.)
In der differentiellen Psychologie gelten nach der häufigsten Definition Menschen als hochbegabt, deren Testergebnisse bei einem Intelligenztest den Mittelwert um mehr als zwei Standardabweichungen übertreffen. Dies sind also Menschen, die einen IQ erreichen, der von höchstens 2,2 % ihrer Mitmenschen erreicht oder übertroffen wird. Auf der in Deutschland verwendeten Skala entspricht dieser Grenzwert einem IQ-Wert von 130. Andere Skalen verwenden bei äquivalenten Testergebnissen andere IQ-Werte, weshalb es bei Vergleichen stets wichtig ist, die zugrunde gelegte Skala und das Testverfahren zu kennen.
Da sich die Intelligenz der Bevölkerung im Laufe der Zeit verändern kann, müssen IQ-Tests regelmäßig neu geeicht werden. Würde ein nach Maßstäben der 1990er-Jahre Normalbegabter mit Menschen zu Anfang des 20. Jahrhunderts verglichen, würde er im Vergleich als hochbegabt gelten. Wenn sich hingegen amerikanische Kinder von 1932 einem Intelligenztest aus den 1990er-Jahren unterzögen, läge der Durchschnitts-IQ laut einer Schätzung von Ulric Neisser bei 80. Gleichwohl gab es zu beiden Zeiten den gleichen Anteil Hochbegabter an der Bevölkerung. Intelligenzwerte sind daher nur innerhalb eines Landes und innerhalb einer Generation direkt vergleichbar.
Daneben gibt es einen dynamischen, weiter gefassten Hochbegabungsbegriff, der neben der Intelligenz auch die für die Umsetzung relevanten Kompetenzen mit einbezieht (Albert Ziegler und andere) und stärker die Wechselwirkung von Fähigkeitenentwicklung und Umwelt betont. Dieses Intelligenzmodell basiert auf Annahmen der Expertiseforschung.
Von Hochbegabung abzugrenzen ist der Begriff der Hochleister (engl. Overachiever), der auf Personen angewendet wird, die in einem bestimmten Bereich hohe Leistungen erzielen. So hat die psychologische Expertiseforschung ergeben, dass beispielsweise Schachspieler nicht über allgemein überlegene Gedächtnisfähigkeiten verfügen und Unterschiede in Hirnaktivitäten bei Musikern ebenso gut Folge wie Ursache der Tätigkeit sein können. Deswegen wird in diesem Bereich häufig von partieller Begabung oder Teilbegabung gesprochen.
Der Begriff der Höchstbegabung, der manchmal im Kontext mit IQ-Werten verwendet wird, ist wissenschaftlich nicht einheitlich definiert und auch nicht gebräuchlich. Laut der bekanntesten Definition gilt ein Mensch als höchstbegabt, wenn sein IQ-Wert über dem von 99,9 % der Bevölkerung liegt, also 145 oder mehr beträgt. Es ist zum einen umstritten, ob sich solche Werte überhaupt sicher messen lassen (Deckeneffekt), zum anderen ist die Relevanz dieses Begriffes fraglich. Gelegentlich wird er von Laien synonym zu 'Hochbegabung' verwendet. Zu berücksichtigen ist auch, dass die IQ-Tests auf den Normwert, also 100, „geeicht“ sind; der Messfehler wird größer, je höher der „gemessene“ Intelligenzquotient ist.
Hochbegabung wird rein quantitativ definiert, weil es bis jetzt nicht gelungen ist, qualitative Unterschiede in der kognitiven Leistungsfähigkeit zwischen Hochbegabten und durchschnittlich Begabten, die einer Replikation standhalten, ausfindig zu machen.

## Ursachen
Es ist umstritten, welche Faktoren zum Auftreten einer Hochbegabung führen. Allgemein wird angenommen, dass es sich um die Kombination verschiedener günstiger Faktoren handelt. Auch wenn ein gesicherter Zusammenhang zwischen Intelligenz und genetischer Veranlagung besteht, spielt das soziale Umfeld, vor allem während der Kindheit, eine große Rolle bei der Intelligenzentwicklung. Erblichkeitsschätzungen für die Intelligenz variieren von Studie zu Studie. Je besser die Umweltbedingungen sind, unter denen die betrachteten Personen leben, desto größer wird die Rolle der Gene.

### Genetische Einflüsse
In der Fachwelt besteht ein weitgehender Konsens darüber, dass Hochbegabung eine genetische Komponente aufweist. Umstritten ist hierbei der Anteil dieser Komponente, wobei erschwerend hinzukommt, dass die Expression bestimmter Gene wiederum von Umwelteinflüssen abhängen kann. Interessant sind insoweit insbesondere Zwillingsstudien und Adoptionsstudien.
Allerdings ist Intelligenz und somit auch Hochbegabung nicht durch ein einzelnes Mastergen zu erklären, sondern es spielen wahrscheinlich eine Vielzahl von Genen eine Rolle. So identifizierten Forscher insgesamt 47 Genabschnitte, die mit der Ausprägung der kognitiven Fähigkeiten korrelierten. Jedoch trägt keine dieser Genvarianten mehr als 0,4 Prozent zur Intelligenz bei. So steuerten die sechs einflussreichsten Genvarianten zusammengenommen lediglich etwas mehr als ein Prozent zur Ausprägung der Intelligenz eines Individuums bei. Manche dieser Gene werden auch als „Chance-Risiko-Gene“ bezeichnet, weil ihre Träger häufiger eine überdurchschnittliche Intelligenz aufweisen, aber ebenso häufiger verschiedene psychische Erkrankungen entwickeln, darunter Borderline, ADHS und Schizophrenie.
Während umstritten ist, zu wie viel Prozent die Intelligenz genetisch bedingt ist, ist unumstritten, dass sich die genetischen Einflüsse mit zunehmendem Lebensalter immer stärker auf die Intelligenz auswirken. Eine Studie von Plomin und DeFries zeigte etwa, dass der „Verbal Ability Score“ (sprachliche Fähigkeiten, sprachliche Intelligenz) von dreijährigen adoptierten Kindern sowohl mit den sprachlichen Fähigkeiten der leiblichen Eltern als auch mit den sprachlichen Fähigkeiten der Adoptiveltern korreliert. Dabei ist in so jungem Alter jedoch die Korrelation mit dem Score der Adoptiveltern stärker. Im Alter von 16 Jahren jedoch hat die Korrelation mit dem Score der Adoptiveltern abgenommen und die Korrelation mit dem Score der leiblichen Eltern ist stark angestiegen. Die verbalen Fähigkeiten der leiblichen Eltern eines Kindes erlauben eine weit bessere Vorhersage seines Verbal Ability Scores im Alter von 16 Jahren, als dies die sprachliche Intelligenz seiner Adoptiveltern tut.
Es existiert auch ein Zusammenhang mit dem Geschlecht: Obwohl der Mittelwert der Intelligenzquotienten von Frauen und Männern gleich ist, zeigen die Intelligenzwerte der Männer eine breitere Streuung. Dies bedeutet, dass es bei Männern sowohl mehr Hochbegabte als auch mehr Fälle mit besonders niedrigem IQ gibt.

### Einflüsse der Umwelt
Es konnte gezeigt werden, dass verschiedene Umwelteinflüsse den IQ-Wert positiv oder negativ beeinflussen können. Da die Intelligenz in direktem Zusammenhang mit einer Hochbegabung steht, können diese Einflüsse die Entwicklung einer Hochbegabung ebenso fördern oder behindern. Einige Studien legen nahe, dass der Einfluss des sozialen Umfeldes weitaus größer ist als der von genetischen Faktoren.
Die soziale Herkunft, vor allem der sozioökonomische Status der Eltern, bestimmt die Intelligenzentwicklung des Kindes mehr als alle bisher erfassbaren Risikofaktoren vor und während der Geburt. Unberücksichtigt bleiben dabei eindeutige Risikokonstellationen vor und während der Geburt, etwa Hypoxie, Medikamentenmissbrauch, erhöhter Alkohol- oder Drogenkonsum der Mutter, prä- oder perinatale Infektionen. Der durchschnittliche IQ armer Kinder liegt ungefähr 6 bis 13 Punkte unter dem wohlhabender Altersgenossen. Unterschichtskinder bleiben intelligenzmäßig nicht nur hinter den Mittelschichtskindern zurück, sondern sie verschlechtern sich im Laufe der Jahre sogar noch im Vergleich zu ihrem eigenen früheren Intelligenzzustand. Dies geht aus vielen Untersuchungen hervor, die schulische und intelligenzmäßige Entwicklung von Unterschicht- und Mittelschichtkindern längsschnittlich verfolgt haben. Der gesellschaftliche Status der Eltern eines jungen Kindes erlaubt sogar eine bessere Vorausschätzung für dessen Intelligenz in der späteren Kindheit als die in der frühen Kindheit gemessene Intelligenz selbst. Soziale Belastungen in den unteren sozialen Schichten, etwa eine kritische finanzielle Situation (bis hin zu Armut) oder schlechte Wohnbedingungen, können dazu führen, dass die Bedürfnisse der Kinder nicht befriedigt werden, wodurch sie ihr mutmaßliches intellektuelles Potential nicht erreichen können. Hochbegabte Kinder haben daher häufiger Eltern mit überdurchschnittlichem Einkommen. Es zeigte sich jedoch in anderen Studien, dass allein der Faktor Armut noch nicht den IQ senkt. Vielmehr kommt dieser negative Effekt erst beim gleichzeitigen Vorliegen anderer Risikofaktoren zustande. Risikofaktoren sind oft korreliert, das bedeutet, dass sie oft zusammen auftreten. Ein oder zwei Risikofaktoren haben nur eine sehr geringe Auswirkung auf die kognitive Entwicklung, kommen jedoch weitere hinzu, so zeigen sich starke Auswirkungen. Kinder, die sogar von acht bis neun Risikofaktoren betroffen waren, hatten einen im Schnitt um 30 Punkte geringeren IQ als Kinder ohne Risikofaktoren.
Das Sprachumfeld spielt ebenfalls eine wichtige Rolle und korreliert eng mit dem sozialen Status der Eltern. In einer Studie wurde ermittelt, dass Eltern aus der Mittel- und Oberschicht wesentlich häufiger und deutlich mehr mit ihren Kindern sprachen als solche aus der Unterschicht und dass sie zudem komplexere Sätze bildeten. Dies hat den Autoren zufolge einen enormen Einfluss auf die Intelligenzentwicklung, der IQ der benachteiligten Kinder lag bei durchschnittlich 79, während die sozial gut gestellten Kinder, mit denen viel geredet wurde, im Durchschnitt auf 117 kamen.

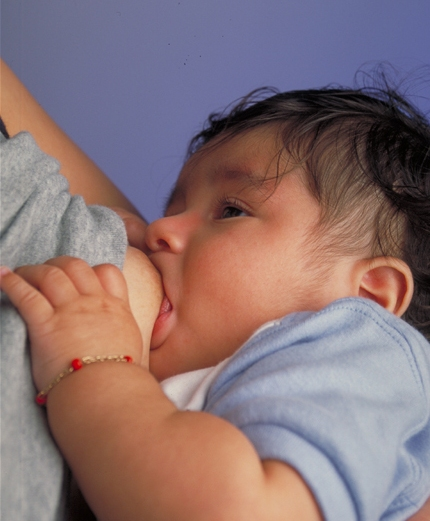
Stillen hat offenbar einen positiven Einfluss auf die Intelligenzentwicklung

Nicht zu unterschätzen ist die Rolle des elterlichen Erziehungsverhaltens. Längsschnittuntersuchungen zeigen, dass deutliche Intelligenzunterschiede zwischen Kindern, deren Eltern Wert auf intellektuelle Leistungen legen, und Kindern von Eltern, die das nicht tun, messbar sind. Die erste Gruppe von Kindern war intelligenter. Eine andere Untersuchung zeigt, dass die Kinder von Eltern, die ein warmherziges und demokratisches Erziehungsverhalten an den Tag legten, intelligenter waren als Kinder von Eltern, die sich autoritär und strafend verhielten.
Auch die Ernährung scheint einen Einfluss auf die Intelligenzentwicklung zu haben: Schon in der Schwangerschaft kann eine Mangelernährung der Mutter (etwa zu wenig Jod) die spätere Intelligenz des Kindes senken. Unterernährung, vor allem in der frühen Kindheit, hat gravierende Folgen für die Intelligenzentwicklung und auch das Sozialverhalten. Eine Studie von 1972 ermittelte einen Durchschnitts-IQ von 58 für Kinder, die während der ersten zwei Lebensjahre stark unterernährt waren. Allerdings lässt sich dieser Einfluss kompensieren, wenn die Kinder (etwa durch Adoption) in ein besseres Umfeld kommen, so dass selbst stark unterernährte Kinder einen durchschnittlichen IQ erreichen. Es konnte auch nachgewiesen werden, dass Stillen einen signifikanten, positiven Einfluss auf den IQ hat – jedoch anscheinend nur, wenn beim Säugling eine bestimmte Variante des Gens FADS2 vorliegt.
Auch für das Wachstumshormon IGF-1 wird ein Zusammenhang vermutet. Kinder älterer Mütter haben häufig einen hohen Spiegel dieses Hormons und tatsächlich konnte nachgewiesen werden, dass Kinder älterer Mütter tendenziell intelligenter sind. Eine Förderung der Intelligenz durch gezielte Dosen des Hormons erscheint nicht sinnvoll, da ein hoher IGF-1-Spiegel mit Erkrankungen wie Krebs und Schizophrenie in Verbindung gebracht wird.
Bei zunächst extrem vernachlässigten Kindern, die später einer Pflege- oder Adoptivfamilie übergeben wurden, ließen sich sehr starke Steigerungen im IQ beobachten. Als klassische Fallbeispiele gelten die „Wolfskinder“ Andrei und Vanya sowie Isabelle.

### Theoretische Modelle

Das triadische Interdependenzmodell nach Mönks zeigt, welche Faktoren für eine Hochbegabung zusammenkommen müssen

Es gibt eine Reihe von Modellen zur Hochbegabung, die sich zumeist mit der konkreten Verarbeitung von Informationen und Lernprozessen auseinandersetzen und weniger an genauen Ursachen interessiert sind.
Eine Ausnahme bildet das triadische Interdependenzmodell nach Franz-Josef Mönks (1994). Es benennt als die wichtigsten Faktoren zur Herausbildung einer Hochbegabung zum einen das soziale Umfeld, insbesondere Familie, Freunde und Schule, zum anderen die persönlichen Eigenschaften Motivation, Kreativität und besondere intellektuelle Fähigkeiten, allgemein als Intelligenz bezeichnet. Erst wenn diese zusammentreffen, wird eine Hochbegabung wahrscheinlich. Konkret bedeutet dies, dass das soziale Umfeld anregend und ermutigend auf das Kind wirken muss; auch Förderung und Unterstützung sind wichtig. Gleichermaßen muss das Kind den Willen haben, sein Potential konsequent auszuschöpfen.
Für weitere, differenziertere Modelle siehe unten im Abschnitt „Hochbegabtenforschung“: Modelle.

## Diagnostik
Viele Hochbegabte werden nicht als solche erkannt. Häufig wird die Diagnose erst gestellt, nachdem soziale oder psychische Probleme aufgetreten sind.
Manche Hochbegabte werden als Kind erkannt, wenn ihren Eltern oder anderen Kontaktpersonen, etwa Lehrern oder Erziehern, typische Besonderheiten auffallen, wobei viele erst durch auftretende Probleme, etwa in der Schule oder im sozialen Umfeld, darauf stoßen. Die psychologische Diagnostik besteht im Allgemeinen zunächst aus Gesprächen mit dem Betroffenen oder den Eltern, in denen es vor allem darum geht, die Ursachen für die geäußerte Vermutung zu analysieren, die eventuell vorhandenen Probleme zu lösen und offene Fragen zu beantworten. In den Vereinigten Staaten werden Grundschulkinder, die ihren Lehrern als überdurchschnittlich begabt auffallen, routinemäßig einem Intelligenztest unterzogen, um anschließend gegebenenfalls ins Begabtenförderungsprogramm ihrer Schule aufgenommen zu werden.
Eine ausführliche Diagnostik besteht bei Kindern aus der Interpretation des Verhaltens unter Berücksichtigung des sozialen Umfelds, der Analyse von außergewöhnlichen erbrachten Leistungen (etwa in der Schule oder bei Wettbewerben) sowie des Intelligenztests. Im Anschluss wird eine differenzierte Diagnose erstellt, die als Grundlage für die eventuell folgende Förderung oder weitere Untersuchungen dient.

### Indizien
Es gibt verschiedene Anzeichen, die allgemein als Hinweis auf eine mögliche Hochbegabung gelten. Da es jedoch keinen fest definierten Katalog gibt, kann aus solchen Erscheinungen alleine keine sichere Diagnose erfolgen, die Indizien werden aber auch während einer professionellen Diagnose verwendet, um ein genaues Bild und Begabungsprofil zu erhalten. Weil die meisten Hochbegabten bereits als Kinder entdeckt werden, beziehen sich viele häufig angeführte Indizien auf Kinder und Jugendliche, da sie Eltern und anderen Betreuungspersonen bei einer ersten Einschätzung helfen sollen; sie können jedoch auch auf Erwachsene angewendet werden. Es treten in der Praxis nie alle Anzeichen zusammen auf, einige schließen sich sogar gegenseitig aus. Zu beachten ist außerdem, dass es sich meistens um problemorientierte Indizien handelt, die nur für einen kleinen Teil hochbegabter Kinder gelten.
Häufig genannte Anzeichen sind:
- Auffälligkeiten in Bezug auf Lernen und Denken
  - hohes Detailwissen und sehr gutes Verständnis von Zusammenhängen
  - ungewöhnlich ausgeprägter Wortschatz und sprachlicher Ausdruck
  - frühes Lesen
  - (frühes) Interesse an Büchern, die weit über dem Altersniveau liegen
  - Bevorzugung selbstständiger Arbeit, hohe Ziele
- Auffälligkeiten in Bezug auf Arbeitsverhalten und Interessen
  - starke Vertiefung in bestimmte Probleme
  - perfektionistische Ansprüche
  - Langeweile bis hin zu Arbeitsverweigerung bei Routineaufgaben
- Auffälligkeiten in Kindergarten und Schule
  - ständige Langeweile
  - kein Interesse an altersgemäßen Beschäftigungen bzw. am Schulstoff der Jahrgangsstufe
  - Stören der anderen Kinder, um Aufmerksamkeit zu erlangen (Klassenclown)
  - Außenseiterposition, das Kind fühlt sich unverstanden
  - gilt als Streber oder Besserwisser
  - auffällig gute Noten (es gibt eine sehr starke Korrelation zwischen Intelligenz und Schulnoten, gleichwohl ist nicht jeder Hochbegabte ein guter Schüler und nicht jeder gute Schüler hochbegabt)
- Auffälligkeiten für das soziale Umfeld
  - kaum Interesse an alterstypischen Aktivitäten
  - perfektionistisch und sehr kritisch in Bezug auf Leistungen
  - Bevorzugung verbaler statt körperlicher Auseinandersetzungen
  - Gefühl des Isoliertseins
  - intellektuell sehr weit entwickelt, emotional aber auf alterstypischem Niveau
  - ständig kritisches Hinterfragen von Autoritäten
  - Wahl deutlich älterer Freunde
  - sehr individualistisch
  - Tendenz, Situationen alleine bestimmen zu wollen

Von außen an ein Kind herangetragene Erwartungen können Einfluss darauf haben, ob das Kind als hochbegabt erkannt wird. So passen sich Mädchen ab einem Alter von ungefähr vier Jahren unter Umständen an geschlechterspezifische Erwartungen der Erzieher und Spielkameraden an und verstecken ihre Fähigkeiten und Interessen, um soziale Akzeptanz zu erhalten. Realistische Leistungserwartungen, bei denen ein Erfolg möglich und kalkulierbar ist, motivieren Kinder hingegen zu größeren Anstrengungen.

### Test
Um eine Hochbegabung im Sinne der Definition zweifelsfrei feststellen zu können, wird ein sogenannter Intelligenztest durchgeführt, der nach Alter und individueller Situation variiert. Ab welcher Punktzahl ein Mensch als hochbegabt gilt, hängt vom Test ab, die Schwelle ist aber immer bei zwei Standardabweichungen festgelegt, wobei der Standardmessfehler des Tests, der immer einige Punkte nach oben oder unten ausmacht, berücksichtigt werden muss.
Intelligenz ist nicht direkt messbar. Die verschiedenen verfügbaren Tests erfassen je nach zugrundeliegender Theorie unterschiedliche Teilbereiche der Intelligenz. Es kommt also nicht selten vor, dass ein Mensch in verschiedenen Facetten der Intelligenz unterschiedliche Ergebnisse erreicht.
Spezielle Tests zur Messung der Hochbegabung messen daher mehrere Facetten der Intelligenz. Auch die Schwierigkeit der Einzelfragen ist so gewählt, dass eine optimale Differenzierung im oberen Leistungsbereich möglich ist („Normale“ Intelligenztests sind zumeist so konstruiert, dass sie in der Normalbevölkerung optimal differenzieren und für die Begabungsdiagnostik zu leicht sind).
Beispiele sind:
- MHBT-P Münchner Hochbegabungstestbatterie für die Primarstufe[43]
- MHBT-S Münchner Hochbegabungstestbatterie für die Sekundarstufe[44]
- BIS-HB Berliner Intelligenzstrukturtest für Jugendliche: Begabungs- und Hochbegabungsdiagnostik[45]

Ergebnisse desselben Tests können, wenn er in größeren Zeitabständen durchgeführt wurde, um ein früher erhaltenes Ergebnis zu überprüfen, ebenfalls voneinander abweichen. Wenn der Unterschied zwischen zwei Tests sehr deutlich ist, wird meistens versucht, die Ursache dafür zu finden, etwa eine schlechte psychische oder physische Verfassung zum Zeitpunkt des Tests. Grundsätzlich gelten Menschen, die einmal diagnostiziert wurden, ihr ganzes Leben lang als hochbegabt. In einer Studie wurde ermittelt, dass 15 % von ursprünglich als hochbegabt eingestuften Kindern nach einem Zeitraum von 6 Jahren dieses Ergebnis nicht erneut erzielen konnten.
Der Flynn-Effekt bezeichnet die Tatsache, dass bis in die 1990er Jahre die Ergebnisse von IQ-Tests im Mittel höhere Werte erbrachten, die gemessene Intelligenz also offenbar zunahm. Mit Beginn der 1990er-Jahre stagnierte der IQ und seit dem Ende der 1990er-Jahre nimmt er wieder ab. Dadurch ist es notwendig, Intelligenztests regelmäßig neu zu eichen. Bis 1990 mussten sie komplizierter gemacht werden, umgekehrt werden sie nun wieder einfacher gestaltet, um den IQ-Durchschnitt bei 100 Punkten zu halten.
Der Hochbegabtenverein Mensa bietet ein eigenes Testprogramm für Erwachsene und Jugendliche ab 14 Jahren an, das als Gruppentest durchgeführt wird und sich ausschließlich auf die Ermittlung des IQ-Wertes beschränkt, also weder ein differenziertes Begabungsprofil noch Hilfestellung bei Problemen bietet.
IQ-Tests werden jedoch von einigen Wissenschaftlern kritisch betrachtet. Laut Anita Woolfolk benachteiligen alle IQ-Tests, auch die sogenannten „kulturfreien“ Tests, Schüler aus Minderheitengruppen.

## Ätiologie der Intelligenz über die Lebensspanne
Mit zunehmendem Alter werden Kinder ihren leiblichen Eltern hinsichtlich ihrer Intelligenz immer ähnlicher. Dies gilt sowohl für Kinder, die bei ihnen aufwachsen, als auch für Kinder, die in Adoptivfamilien aufwachsen. Dies lässt darauf schließen, dass Intelligenz eine genetische Teilkomponente aufweist, deren Einfluss mit zunehmendem Alter stärker wird.

### Intelligenzdiagnostik bei Kleinkindern
Der Intelligenzwert, der von einem Kind im Alter von bis zu drei Jahren erreicht wird, korreliert nur sehr schwach mit dessen späterer Intelligenz. Ausnahmefälle davon sind lediglich extrem hochbegabte oder extrem schwach begabte Kinder. Kinder, die zum Beispiel früh zu sprechen anfangen (und mit 20 Monaten bereits für Dreijährige typische Sätze bildeten), erweisen sich ihren Altersgenossen im späteren Alter trotzdem meistens nicht als intellektuell überlegen.
Erst im Alter von 4 Jahren beginnen die von den Kindern erreichten Intelligenztestwerte ein Prädiktor für deren im Erwachsenenalter erzielten Werte zu werden, obwohl sie noch lange nicht stabil sind. Im Alter von sieben Jahren fangen die Intelligenztestwerte im Normalfall an, sich zu stabilisieren.

### Stabilität von Hochbegabung
Bisher gibt es nur wenige Studien, die sich explizit mit der Stabilität von Hochbegabung beschäftigen. Bei der Auswertung des Marburger Hochbegabtenprojekts zeigte es sich, dass bei 71 % der Schüler, bei denen in der dritten Klasse eine Hochbegabung diagnostiziert wurde, diese Diagnose in der neunten Klasse noch bestätigt werden konnte. Dies ergibt eine Korrelation von r=.85.

### Interaktion von Intelligenz und Umwelt
Im Idealfall kann es zu einer Interaktion von Intelligenz und Umwelt kommen, die wiederum zu einer Förderung der Intelligenz führt. So wie ein Basketballspieler, der ein bisschen besser spielt als die anderen, öfter „gewählt“ wird, somit öfter spielt und noch besser wird, wird ein intelligentes Kind im Idealfall mehr lesen, mehr fragen und andere Ausbildungsmöglichkeiten haben.

## Konsequenzen
Hochbegabte haben grundsätzlich die gleichen emotionalen und sozialen Bedürfnisse wie andere Menschen und durchlaufen als Kinder die gleichen Entwicklungsschritte wie Normalbegabte, allerdings im Vergleich die kognitiven und konzeptuellen deutlich schneller, was zu Missverständnissen und daher möglicherweise zu Problemen mit der sozialen Umgebung führen kann. Trotzdem haben Hochbegabte im Durchschnitt weniger soziale Probleme als andere Menschen. Das Vorurteil, Hochbegabte wiesen häufig Defizite im Sozialverhalten auf, entsteht möglicherweise dadurch, dass die meisten hochbegabten Kinder überhaupt erst als solche erkannt werden, wenn Probleme auftreten, und ansonsten unerkannt bleiben.

### Das hochbegabte Kind in der Familie
Untersuchungen zu den Anregungsbedingungen ergeben meist, dass in vielen Familien mit als hochbegabt diagnostizierten Kindern viele Bücher, Sachbücher und Lexika vorhanden sind. Besuche von Museen sind häufiger als bei Familien mit durchschnittlich begabten Kindern. Das Klima vieler Familien mit Hochbegabten ist durch intellektuelle und kulturelle Aktivitäten bestimmt; es herrscht eine Atmosphäre, die Lernen und Streben nach akademischen Leistungen positiv bewertet. Allerdings lassen sich auch Kind-Effekte nachweisen, d. h., das Kind fordert von seinen Eltern intellektuelle Anregungen. Das Vorurteil, dass die Eltern hochbegabter Kinder überehrgeizig seien, konnte widerlegt werden. Eher wird versucht, das Kind in einigen Bereichen zu bremsen, damit es sich in der Schule nicht unterfordert fühlt.

### Freizeitgestaltung
Es lässt sich feststellen, dass hochbegabte Kinder an einer aktiven Freizeitgestaltung interessiert sind. Die hochbegabten Kinder fragen häufiger als durchschnittlich begabte nach intellektuellen Anregungen, nach Kursen usw. Hochbegabte Kinder verbringen weniger Zeit vor dem Fernseher als andere Kinder. Dabei spielt jedoch häufig auch der elterliche Erziehungsstil eine Rolle. Hochbegabte haben oft ein ausgeprägtes Interesse am Lesen. Das Interesse an sportlichen Aktivitäten dagegen muss nicht höher sein als bei Normalbegabten.

### Probleme mit dem sozialen Umfeld
Vor allem bei hochbegabten Kindern, weniger bei Erwachsenen, kann es vorkommen, dass sie Probleme mit ihrem sozialen Umfeld entwickeln, auch wenn dies nicht typisch ist.
Man unterscheidet zwischen Problemen, die das Umfeld, und solchen, die nur den Hochbegabten selbst betreffen.
Wenn hochbegabte Menschen jedoch zu Außenseitern werden, kann dies (wie bei weniger begabten Menschen auch) zu einem verringerten Selbstwertgefühl führen. Dies wiederum erzeugt eine hohe psychische Belastung und macht die Betroffenen anfälliger für psychosomatische und psychische Störungen.
| Vorliegende Eigenschaft | Mögliche Resultate |
| --- | --- |
| - Schnelles und gutes Verständnis neuer Informationen - Interesse am Lösen von Problemen                                            | - Ungeduld im Umgang mit anderen - Infragestellen des Unterrichts - Kein Interesse an Routineaufgaben - Langeweile - Unterforderung |
| - Bedürfnis, alles zu organisieren                                                                                                  | - Wirkt dominant - Unterdrückt andere                                                                                               |
| - Großer Wortschatz - Über dem Altersniveau liegendes Vokabular - Verfügt über detaillierte Informationen zu verschiedensten Themen | - Kann leicht manipulieren - Wird von Gleichaltrigen nicht verstanden, dadurch Ab-/Ausgrenzung und Langeweile                       |
| - Unrealistisch hohe Erwartungen an andere                                                                                          | - Fehleinschätzung von anderen |
| - Hohe Kreativität - Suche nach eigenen Wegen                                                                                       | - Durchbricht Gruppenstrukturen |

### Unterforderung
Wenn die Hochbegabung nicht erkannt wird oder eine angemessene Förderung ausbleibt, kann es zur Unterforderung kommen, insbesondere in der Schule. Vor allem jüngere Kinder können damit schlecht umgehen. Während Jugendliche und Erwachsene dazu neigen, ihre Langeweile entweder demonstrativ zu zeigen oder sich einer anderen Beschäftigung zu widmen, beginnen einige Kinder, den Unterricht zu stören, um Aufmerksamkeit zu erhalten, wodurch sie anderen negativ auffallen. Andere versuchen sich ihrer Umgebung anzupassen, da sie die Schuld für ihre Lage bei sich selbst sehen. Das wiederum kann zur Folge haben, dass sie absichtlich langsam arbeiten oder Fehler machen und somit weder als hochbegabt erkannt werden, noch ihre Frustration nach außen tragen. Eine dauernde Unterforderung und der daraus resultierende Mangel an Motivation kann zur kompletten Leistungsverweigerung führen.

### Gesellschaftliche Rezeption
Die Sicht der Gesellschaft auf Hochbegabung ist häufig stark von der Präsentation durch die Hochbegabung in Medien abhängig. Es überwiegen zwei Darstellungen, nämlich zum einen, Hochbegabte seien Wunderkinder und Genies und zum anderen, es handele sich bei Hochbegabung um ein problembehaftetes Phänomen oder gar eine psychische Störung. Auch wird der Begriff oft mit Überleistung und ADHS vermischt. Als Folge dessen erfahren Hochbegabte teilweise Ablehnung und Unverständnis. 
Vergleichlich mit: Hochbegabung in Film und Literatur.

### Zusammenhang von Hochbegabung und Leistung
Hochbegabung muss nicht unbedingt mit großem schulischem oder beruflichem Erfolg einhergehen. Dieser kann sich nur einstellen, wenn verschiedene grundlegende Faktoren positiv zusammenkommen, wie zum Beispiel Motivation und eine fördernde Umgebung.
Oft wird angenommen, dass Hochbegabte auch Überleister (Overachiever, auch Hochleister) seien, also exzellente Leistungen in Schule und Beruf erbringen. Die vom Marburger Hochbegabtenprojekt durchgeführten und veröffentlichten Studien zeigen allerdings, dass lediglich 15 % der als Hochleister eingestuften Schüler zugleich hochbegabt sind. Spitzenschüler haben laut dieser Untersuchung einen Durchschnitts-IQ von 117 (Standardabweichung = 11,5), sind also überdurchschnittlich begabt. 15 % von ihnen sind hochbegabt, weitere 15 % haben einen IQ, der kaum über dem Durchschnitt liegt, und erbringen trotzdem in der neunten Klasse noch Höchstleistungen. Rost vermutet, dass dieser Anteil in den späteren Klassen deutlich abnimmt. Unter den Spitzenabiturienten sind wahrscheinlich deutlich mehr Hochbegabte zu finden als unter den Spitzenschülern der neunten Klassen.
Der Umkehrschluss (ebenfalls oft angenommen), nämlich, dass die meisten Hochbegabten so genannte Minderleister (Underachiever) seien, ist ebenfalls falsch. Die gleiche Studie ergab, dass weniger als ein Sechstel der Hochbegabten in diese Gruppe einzustufen sind. Wie viele Jugendliche als Underachiever einzustufen sind, hängt davon ab, wie man Underachievement definiert. Zweifellos falsch ist die These, alle Hochbegabten müssten Haupt- oder Sonderschulen besuchen.
Hochbegabung sollte nicht mit wissenschaftlicher Hochleistung verwechselt werden. Lewis Madison Terman (1877–1956) initiierte 1921 eine Langzeitstudie zur Erforschung der Hochbegabung, die Terman-Studie, die heute noch läuft. Er bat kalifornische Lehrer, ihm das ihrer Meinung nach begabteste und zweitbegabteste Kind ihrer Klasse zu nennen. Ihm wurden unter anderem zwei Jungen namens William B. Shockley und Luis Walter Alvarez vorgeschlagen. Beide konnten sich nicht für die Studie qualifizieren, da ihr gemessener IQ zu niedrig war, beide wurden später mit dem Nobelpreis für Physik ausgezeichnet, Shockley 1956, Alvarez 1968. „Termans Hochbegabte“ waren größtenteils beruflich erfolgreich.

### Minderleister unter hochbegabten Schülern
Die Ursachen für das Phänomen, dass ein Teil der Hochbegabten im Bildungssystem erwartungswidrig niedrige Leistungen erbringt, sind bisher noch unzureichend empirisch erforscht. Die Bandbreite dieser Problematik reicht von leicht unterdurchschnittlichen Schulleistungen bis hin zu innerlicher Kündigung und „dramatisch verkrachten Schulkarrieren“.
Legt man die gängige Definition für Hochbegabung und einen Anteil in Höhe von 15 % an Minderleistern unter diesen zugrunde, so ist davon auszugehen, dass einer von 300-350 Schülern ein hochbegabter Minderleister ist. Der niedrige prozentuale Anteil sollte dementsprechend nicht darüber hinwegtäuschen, dass es sich keinesfalls um wenige Einzelfälle handelt, sondern bereits jede Schule mit einer Schüleranzahl über 300 statistisch dauerhaft davon betroffen ist.
Die Erkennung gestaltet sich in der Praxis oft schwierig. Untersuchungen belegen, dass Lehrkräfte die kognitiven Fähigkeiten hochbegabter Minderleister nahezu immer falsch einschätzen, was dazu führt, dass diese ohne ein gezieltes Screeningverfahren nur selten erkannt werden. Eine Schlussfolgerung für die Praxis sollte dementsprechend sein, dass Lehrkräfte, Schulsozialarbeiter, Schulpsychologen und andere Fachpersonen bei der Abklärung von Schulproblemen standardmäßig immer auch die Möglichkeit eines minderleistenden Hochbegabten als eine von vielen möglichen Ursachen in Betracht ziehen und das auch und insbesondere bei Mädchen, Schülern aus Migrantenfamilien und Schülern aus der Unterschicht. In der Literatur lassen sich äußerlich sichtbare minderleisterspezifische Anzeichen finden, die neben den o. g. allgemeinen Indizien für Hochbegabung zur groben Orientierung und Ansatzpunkt zur Abklärung dienen können:
- (oft völlig mühelos erbrachte) gute und sehr gute Leistungen in der Vergangenheit (Grundschule)
- besondere intellektuelle Leistungen im außerschulischen/außerunterrichtlichen Kontext
- schnelle Auffassungsgabe bei Einführung neuer Unterrichtsthemen
- vereinzelt auffallend gute Beiträge bei ansonsten schwacher Aufmerksamkeit und ausgeprägter Abwesenheit
- kaum Beteiligung am Unterricht, aber korrekte Antworten auf Nachfrage
- für Eltern, Nachbarn, Freunde oder andere Bezugspersonen sichtbare außergewöhnliche intellektuelle Fähigkeiten und/oder besondere Expertise trotz Schulversagens

Falls eines oder mehrere dieser Anzeichen zutreffen, sollte der Verdacht durch eine seriöse Intelligenztestung überprüft werden. Mit einer Underachievementproblematik einher gehen oftmals auch das Gefühl des Unverstandenseins, defizitäre Mitschriften sowie Lern- und Arbeitstechniken, eine Anstrengungsvermeidungshaltung, geringe Frustrationstoleranz, eine reduzierte Leistungsmotivation im schulischen Kontext und beschädigte Selbstkonzepte, d. h. die betroffenen Schüler haben eine geringe seelische Stabilität, eine geringe Kontrollüberzeugung, mangelhafte Fähigkeiten zur Selbststeuerung und kein Vertrauen in die eigenen Fähigkeiten. Ihnen fehlt oftmals der Glaube daran, positive Erfahrungen durch Anstrengung und eigene Leistung herbeiführen zu können oder sie empfinden die Notwendigkeit zur Anstrengung aufgrund früherer mühelos erreichter guter Leistungen als frustrierend und niederschmetternd. Es ist unbedingt zu beachten, dass sich die Minderleistung nicht durch unterkomplexe Erklärungsversuche wie „Faulheit“ oder ein falsch positives Testergebnis erklären lässt.
Zur Behebung der Problematik im Einzelfall empfiehlt sich eine umfassende Klärung der individuellen Ursachen und Beseitigung dieser. Hierbei sollte bei der Wahl der Interventionen daran gedacht werden, dass Hochbegabte kognitiv weiter entwickelt, also innerlich geistig bereits „älter“ sind als es für ihr biologisches Alter typisch ist. Das hat insbesondere bei Minderleistern im Jugendalter zur Folge, dass eine angemessene Einbeziehung des betroffenen Schülers angestrebt werden muss. Ansatzpunkte für pädagogische, psychologische oder psychotherapeutische Interventionen können etwa sein:
- Verbesserung des Selbstwerts (Thematisierung persönlicher Stärken, ständige Ermutigung)
- Abbau von Motivationsdefiziten und Verbesserung der Fähigkeit zur Selbststeuerung
- Schließung bestehender Wissenslücken und nachträgliches Erlernen angemessener Lern- und Arbeitstechniken
- Schaffung adäquater und herausfordernder Lernangebote und daraus resultierender Erfolgserlebnisse
- Reduzierung von Wiederholungen, Routine- und reinen Fleißaufgaben

## Hochbegabung in Verbindung mit psychischen Störungen
Während Cesare Lombroso und Lange-Eichbaum noch davon ausgingen, dass Hochbegabte eher an einer psychischen Störung leiden als Normalbegabte, wird heute vom Gegenteil ausgegangen: Hochbegabte gelten als psychisch belastbarer, sind allerdings häufig auch größeren Belastungen ausgesetzt. Hochbegabung tritt aber auch in Verbindung mit angeborenen Störungen oder Entwicklungsstörungen auf, die in scheinbarem Widerspruch dazu stehen, da sie über Defizite definiert sind.
Manche Forscher finden bei hochbegabten Kindern signifikant erhöhte emotionale, sensorische und verhaltensbezogene Reaktionen auf ihre Umwelt im Vergleich zu Kindern durchschnittlicher Intelligenz. Die Psychologin Andrea Brackmann geht davon aus, dass Hochbegabung auf der Fähigkeit beruhe, Informationen schneller und komplexer zu verarbeiten. Dies gelte möglicherweise nicht nur für geistige, sondern auch für emotionale und sensorische Reize, was sich oftmals in erhöhter Sensibilität äußere. Die Autorin hält es zudem für möglich, dass sich hinter Personen mit der Diagnose einer Borderline-Persönlichkeitsstörung mitunter Hochbegabte verbergen, sieht aber weiteren Forschungsbedarf; auch andere Autoren fanden bei Personen mit dieser Diagnose überdurchschnittlich viele Hochbegabte. Eine Studie mit hochbegabten Erwachsenen zeigte, dass die erhöhte geistige und nervliche Aktivität zu niedrigschwelligem Dauerstress führen und so die Entstehung bestimmter seelischer Störungen begünstigen könne, wie etwa Depressionen oder Angststörungen.

### ADHS
Hochbegabung kann zusammen mit einer Aufmerksamkeitsdefizit-/Hyperaktivitätsstörung (ADHS) auftreten. 
Nach verschiedenen Studien sind Hochbegabte deutlich häufiger von ADHS betroffen als Normalbegabte (37 % bei erwachsenen Hochbegabten und 7,7 % bei Kindern mit einem IQ ab 135 gemäß Minahim, Rohde 2015). Andererseits führt auch eine verminderte Intelligenz (IQ unter 85) zu einem erhöhten Risiko für ADHS.
Wenn bei einer tatsächlich vorliegenden Hochbegabung stattdessen fälschlicherweise ADHS diagnostiziert wird, hat dies oft die Folge, dass sich das Verhalten in Bezug auf Motivation, Arbeitshaltung und Konzentration weiter verschlechtert, da die eigentliche Ursache für die Probleme in diesen Bereichen, die Unterforderung, nicht berücksichtigt wird.

### Autismus
Autismus kann zusammen mit Hochbegabung auftreten. Einige mit Hochbegabung assoziierte psychologische Merkmale, etwa eine besondere Aufmerksamkeit für die Umwelt, Austausch bevorzugt mit älteren Personen oder das Nicht-Befolgen sozialer Konventionen, sind auch für Autismus typisch. Weiterhin ist die Varianz der Intelligenzverteilung größer als in der Durchschnittsbevölkerung, sehr hohe und sehr niedrige Intelligenz werden also häufiger beobachtet. Zudem ist das Intelligenzprofil oft unausgeglichen, so dass die Leistung in Teilbereichen das nach dem IQ erwartete Niveau übertreffen kann. Dies erschwert die Diagnose einer Hochbegabung in dieser Gruppe. Autistische Kinder können beispielsweise einen Entwicklungsvorsprung von mehreren Jahren in der Sprachverarbeitung aufweisen, ohne dass notwendig eine Hochbegabung vorliegt. Bei einem extrem inhomogenen Intelligenzprofil spricht man auch von einer Inselbegabung, welche bei Autismus überhäufig auftritt.

### Schizophrenie
Der genaue Zusammenhang zwischen IQ und Schizophrenie ist noch nicht geklärt. Generell tritt Schizophrenie bei Menschen mit durchschnittlicher Intelligenz eher selten auf. Bei Menschen mit unterdurchschnittlicher Intelligenz und Schulschwierigkeiten besteht ein erhöhtes Risiko, an Schizophrenie zu erkranken, das Gleiche gilt aber anscheinend auch für mathematisch hochbegabte Menschen und ihre Familien.
Das COMT-Gen, bei dem auch ein Zusammenhang mit erhöhter Intelligenz besteht, wird als mitverantwortliches Gen bei der Schizophrenie angesehen. Zudem konnten Zusammenhänge zwischen Polymorphismen des COMT-Gens rs 165599 und der erbrachten Leistung bei IQ-Tests nachgewiesen werden.

## Hochbegabung in Verbindung mit Krankheiten
Allgemein sind Hochbegabte gesünder als Normalbegabte, dennoch gibt es einige Krankheiten, von denen Hochbegabte häufiger betroffen sind als Normalbegabte. So konnte eine Korrelation zwischen mathematischer Hochbegabung und Allergien festgestellt werden, die Ursachen blieben jedoch unklar. Auch Epilepsie tritt unter Hochbegabten häufiger auf.
Verschiedene Studien zeigten einen Zusammenhang zwischen IQ und Kurzsichtigkeit. Im Schnitt erreichen Kurzsichtige durchschnittlich etwa 7 bis 9 Punkte mehr bei einem IQ-Test als Normalsichtige. Hochbegabte sind besonders oft kurzsichtig. Die Gründe dafür sind unklar und sind weiterhin Gegenstand der Forschung. Es werden gemeinsame genetische Grundlagen diskutiert, wie auch spätere Entwicklungseinflüsse, nach denen einerseits die Kurzsichtigkeit die Intelligenzentwicklung durch die früher mögliche Nahfokussierung begünstigen könnte, andererseits aber auch die Intelligenz mit einem höheren Interesse an Dingen im Nahbereich die Entwicklung der Kurzsichtigkeit bei entsprechender Disposition.
Mathematische, musikalische und künstlerische Hochbegabung ist oft verknüpft mit besonders guten visuell-räumlichen Fähigkeiten und einer besonders starken Entwicklung der rechten Gehirnhälfte. Personen mit diesen Eigenschaften sind oft Linkshänder. Sprachfehler sind häufiger als unter mathematisch Normalbegabten.

## Hochbegabtenforschung

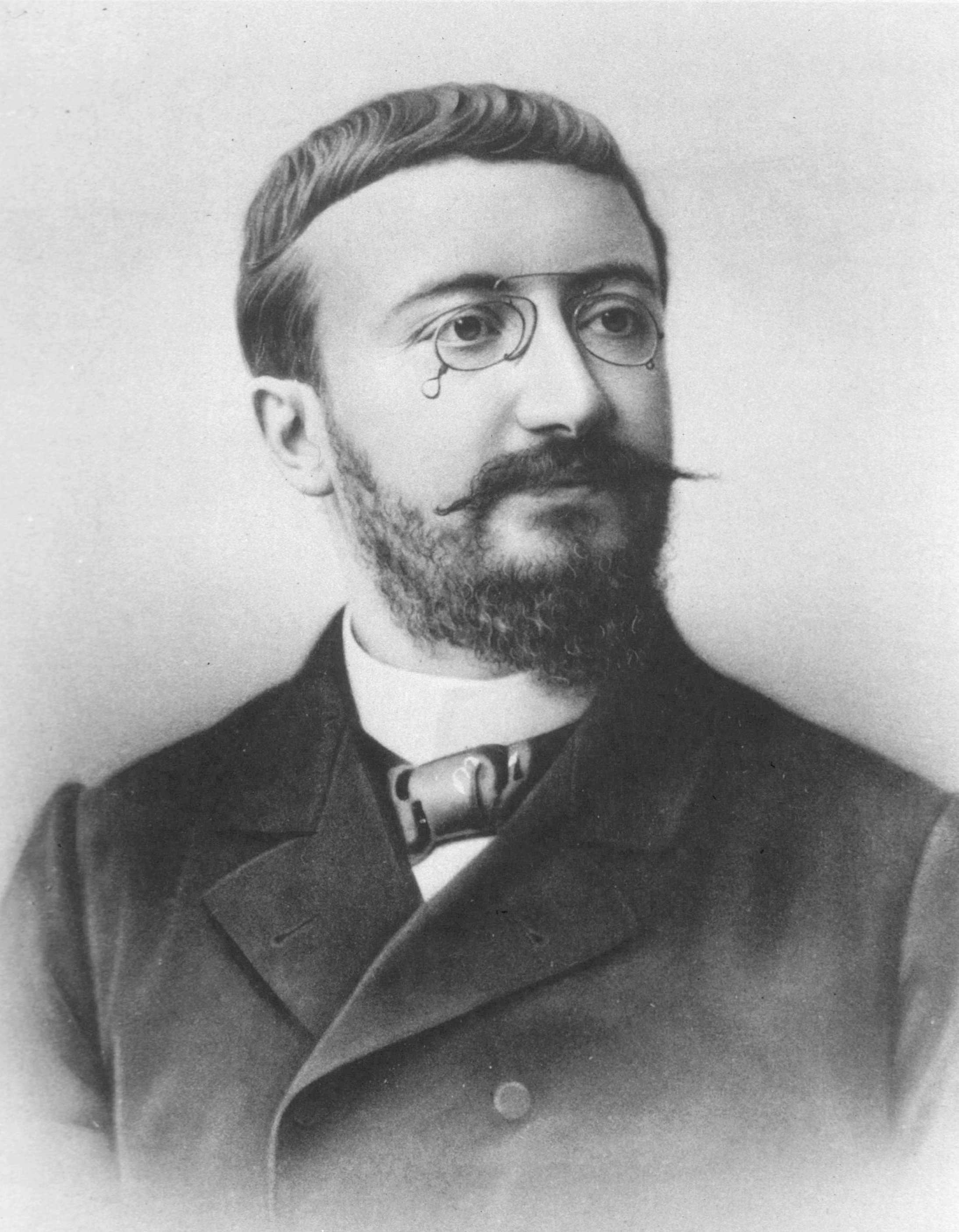
Alfred Binet entwickelte den ersten Intelligenztest für Kinder

Zu Beginn der Forschung Anfang des 20. Jahrhunderts beschränkten sich die Untersuchungen allein auf intellektuelle Begabung, besonders deren Messung und Wertung. 1905 entwickelte der Begründer der Psychometrie, Alfred Binet, zusammen mit Theodore Simon den ersten Intelligenztest für Kinder, den Simon-Binet-Test.
William Stern, von 1916 bis 1933 Gründer und Direktor des Psychologischen Instituts an der Universität Hamburg, gründete eine Arbeitsgruppe zum Thema Begabtenförderung, aus der 1985 die William-Stern-Gesellschaft mit gleichem Ziel hervorgehen sollte. Er musste seine Arbeit einstellen, nachdem die Nationalsozialisten in Deutschland an die Macht kamen.
In den 1940er und 1950er Jahren lag die Betonung in der Forschung vor allem auf der genetischen Veranlagung, in den 1960ern wurde das soziale Umfeld stark mit einbezogen oder, aus heutiger Sicht, überbetont. Dadurch wurden Lernprozesse stärker untersucht und Begabung als ihr Resultat dargestellt. In der heutigen Forschung werden beide Ansätze miteinander verbunden.

### Studien
Nachdem Lewis Terman (1877–1956) den Intelligenztest Binets an die Bedingungen in den USA angepasst hatte (Stanford-Binet-Test), begann ab 1921 eine begleitende Studie, bekannt als Terman-Studie. Dazu wurden im Jahr 1928 1528 hochbegabte Kinder und Jugendliche (genauer: ein Test wies sie als 'hochbegabt') ausgewählt; sie wurden intensiv mit Hilfe von Tests, Beurteilungen, Fragebögen, Hausbesuchen und physischen und medizinischen Messungen untersucht. Ebenso wurden Daten über ihre Ehepartner und Kinder erhoben. Sowohl die ersten Untersuchungen als auch die Nachuntersuchungen (etwa 12, 24 und 35 Jahre später) ergaben ein positives Bild von den ausbildungsmäßigen Erfolgen der Gruppe, ihrer körperlichen und emotionalen Gesundheit und ihren Sozialkompetenzen. Terman nahm anfangs an, hohe Intelligenz sei alleine für außergewöhnliche berufliche Leistungen ursächlich; die 1954 veröffentlichten Ergebnisse zeigten, dass auch hohe Motivation und Durchsetzungsfähigkeit ursächliche Faktoren waren. Es folgte 1974 noch eine Studie zu hochbegabten Minderleistern. Die Studie wurde lange stark kritisiert (unter anderem wegen der Auswahl der Kandidaten und anderer methodischer Fehler sowie des engen Begabungsbegriffs).
In Deutschland ist unter anderem das Marburger Hochbegabtenprojekt (auch Rost-Studie) eine Langzeitstudie, das auch weltweit große Anerkennung erfahren hat. Die unter Leitung von Detlef H. Rost durchgeführten Studien zu verschiedenen Themen widerlegen vor allem verbreitete Vorurteile und stellen ausgehend von einem statischen Intelligenzbegriff einem Teilbereich der Forschung (vor allem durch die exakte Methodik) verlässliche Daten zu einigen Fragestellungen zur Verfügung.
Die 1985 bis 1989 gelaufene Münchner Hochbegabungsstudie (Kurt A. Heller) sollte bundesweit stattfinden – tatsächlich fand sie ausschließlich in Baden-Württemberg, Bayern und Berlin statt. Daten wurden nur in 152 Schulen – 15 % der Ausgangsstichprobe – erhoben. Wie schon 1928 bei Terman wurden nur Kinder getestet, bei denen Lehrkräfte vorab das Vorliegen einer „Hochbegabung“ vermuteten. Die Quoten von Jungen und Mädchen der teilnehmenden Schulklassen sind unbekannt, da versäumt wurde, die Geschlechtszusammensetzung der Ausgangsstichprobe zu erheben. Außerdem gab es keine Kontrollgruppe. Ihre Aussagekraft ist deshalb eingeschränkt.

### Modelle
Im Gegensatz zu den Studien, die sich mit statistischen Erhebungen und der Erforschung der Symptome beschäftigen, versuchen Begabungsmodelle zu beschreiben, welche Faktoren unter welchen Umständen zu einer Hochbegabung führen können und wie diese zusammenhängen. Dabei wird unterschieden zwischen leistungsorientierten Modellen, die eine Begabung aufgrund bestimmter Leistungen feststellen, und kognitiven Modellen, die eine Begabung nach der Lernfähigkeit beurteilen.

#### Leistungsorientierte Modelle
Diese Modelle sind so genannte Faktoren- oder Einflussfaktorenmodelle, die einen Zusammenhang zwischen verschiedenen Einflüssen herstellen.
Das älteste Modell dieser Art, das Drei-Ringe-Modell von Joseph Renzulli (1978), beschreibt Hochbegabung als positive Kombination aus Motivation, Kreativität und besonderer intellektueller Fähigkeit, die allgemein als Intelligenz bezeichnet wird. Erst wenn diese zusammentreffen, wird eine Hochbegabung wahrscheinlich. Dieses Modell, das schon bald für seine enge Sichtweise kritisiert wurde, wird erweitert durch das triadische Interdependenzmodell von Franz-Josef Mönks (1992), das als neuen wichtigen Faktor zur Herausbildung einer Hochbegabung das soziale Umfeld, insbesondere Familie, Freunde und Schule, hinzufügt.
Ein weitaus umfangreicheres Modell ist das sogenannte Differenzierte Begabungs- und Talentmodell von Françoys Gagné (2000). Es unterscheidet zwischen intrapersonalen Katalysatoren (unterteilt in Motivation und Persönlichkeit) und Ökopsychologischen Katalysatoren (auch Umweltkatalysatoren), letztere entsprechen dem sozialen Umfeld. Diese Faktoren beeinflussen die Entwicklung von einer Begabung zu einem Talent positiv oder negativ. Diese Entwicklung findet im Allgemeinen als ein andauernder Lernprozess statt, der auch durch Förderung und Aktivitäten, die Gagné mit zu den Umweltfaktoren zählt, beeinflusst wird. Dieses Modell ist weit differenzierter und bezieht sich wesentlich konkreter auf die pädagogische Praxis.
Auch das Münchener Hochbegabungsmodell von Heller und Hany (2000) ist sehr differenziert und unterscheidet verschiedene Begabungsformen bzw. Leistungsbereiche. Hier entwickeln sich Potentiale (auch Fähigkeiten) zu Leistungen (entsprechend Begabung und Talent bei Gagné), was durch verschiedene Faktoren beeinflusst wird, die als Moderatoren bezeichnet werden, wozu insbesondere auch die Lernumgebung zählt. Dieses Modell gilt als besonders übersichtlich und spiegelt akkurat den aktuellen Stand der Forschung wider, da es auch moderne Intelligenzmodelle berücksichtigt. Es zeigt auch den Bedarf für die Förderung Hochbegabter.

#### Kognitive Modelle
Bei den kognitiven Modellen steht die Informationsverarbeitung im Vordergrund, insbesondere die Fähigkeit, neue Informationen aufzunehmen und zu verstehen (knowledge acquisition). Dabei spielen Lernbereitschaft, Konzentrationsfähigkeit und Ausdauer eine Rolle, die in anderer Form auch in den leistungsorientierten Modellen zu finden sind. Vertreter dieser Modelle führen an, dass zwar in der Definition der Hochbegabung auch die Informationsverarbeitung genannt wird, diese aber von den leistungsorientierten Modellen nicht ausreichend oder gar nicht berücksichtigt wird. Dadurch würden Hochbegabte, die sich sehr lange und intensiv mit den Fragestellungen beschäftigen und dadurch in kurzer Zeit nur bedingt richtige Ergebnisse liefern, nicht als solche erkannt. Die gängigen Intelligenztests bewerten aber vor allem die Leistung und damit nur einen bestimmten Teilaspekt der Hochbegabung. Diese Beschränktheit wird mit dem nicht näher definierten Begriff der Testintelligenz beschrieben.

### Genomik
Das chinesische Beijing Genomics Institute (BGI) hat sich zum Ziel gesetzt, den genetischen Ursprung von Hochbegabung herauszufinden. Aus den besten chinesischen Schülern werden durch einen Intelligenztest geeignete Kandidaten ausgewählt. Von diesen wird die DNA sequenziert und analysiert. In Zukunft soll es für Eltern möglich werden, das beste neurogenetische Erbgut für ihre Kinder auszuwählen.

## Förderung

### Förderung von Intelligenz
Da viele Faktoren für die Intelligenzentwicklung bekannt sind, die prinzipiell leicht beeinflussbar sind, etwa das Sprachumfeld oder die Ernährung, wurden viele Versuche unternommen, Intelligenz gezielt zu fördern, von denen nicht alle erfolgreich waren. Dadurch soll vor allem geistige Behinderung vermieden werden, dennoch sind die Ergebnisse für die Hochbegabtenforschung von Interesse.
Im Milwaukee Project, einer von der University of Wisconsin durchgeführten Studie zur möglichen Beeinflussung von Intelligenz im Kindesalter, konnte gezeigt werden, dass sich die Intelligenzentwicklung durch intensive Förderung und soziale Interaktion im frühen Kindesalter stark positiv beeinflussen lässt. Die teilnehmenden Kinder, deren Mütter einen IQ von höchstens 80 hatten, und die alle aus einem sozialen Brennpunkt Milwaukees stammten, erreichten unmittelbar nach Ende der Betreuung im Durchschnitt einen IQ von 120, während eine vergleichbare Kontrollgruppe nur auf einen Wert von 87 kam.
Möglicherweise kann auch der Pygmalion-Effekt zu einer Steigerung der Intelligenz bis hin zur Hochbegabung führen. Es handelt sich dabei um eine Art selbsterfüllende Prophezeiung: Wenn Lehrern erklärt wird, es handele sich bei einigen Kindern in ihrer Klasse um Hochbegabte, können bei diesen Schülern durch die intensivere Betreuung und erhöhte Aufmerksamkeit Steigerungen im IQ festgestellt werden, auch wenn die „hochbegabten“ Kinder zufällig ausgewählt worden sind. Die zugrundeliegende Studie ist allerdings wegen methodischer Fehler kritisiert worden.

### Förderung Hochbegabter

#### Historisch
Bereits 1916 wies William Stern, der an der Hamburger Universität eine Forschungsgruppe zu diesem Thema leitete, auf die Notwendigkeit der Begabtenförderung hin. Nach dem Zweiten Weltkrieg wurde der Bedarf für Begabtenförderung allgemein anerkannt und in einige Landesverfassungen aufgenommen. Das Gymnasium wurde für diesen Zweck als ausreichend beurteilt, in der Praxis konnten aber viele Hochbegabte diese Schulform nicht besuchen, weil sie nicht früh genug als solche erkannt wurden. In den 1960er Jahren wurde der Zugang zum Gymnasium erleichtert und somit diese Kritik als nicht mehr aktuell angesehen. Erst in den 1980er Jahren erneuerte sich das Interesse an Begabungsförderung, vor allem durch Erfahrungen aus dem Ausland, und es wurde offensichtlich, dass es großen Bedarf für Verbesserungen gab, was in teilweise heftige und ideologisch geführte Debatten mündete. Ein großes Problem war, dass aus dem Gymnasium, das ursprünglich nur wenige Prozent der Schüler besucht hatten, eine Schulform geworden war, die 40 % eines Jahrganges unterrichtete. Dadurch entstand ein breites Leistungsspektrum, das es nahezu unmöglich für die Lehrkräfte macht, individuell auf die Schüler einzugehen und damit auch den Hochbegabten gerecht zu werden.
In der DDR gab es Spezialklassen und Spezialschulen mit verschiedenen Ausrichtungen: die Spezialschulen mathematisch-naturwissenschaftlich-technischer Richtung, die Schulen mit erweitertem Russischunterricht, die Schulen mit erweitertem Fremdsprachenunterricht und Spezialschulen für Musik, die besonders begabte Schüler förderten. Begleitet wurden diese Projekte durch das Institut für Jugendforschung an der Universität Leipzig. Einige dieser Klassen und Einrichtungen haben sich bis heute erhalten.

#### Konkrete Maßnahmen
Es gibt viele Ansätze, Hochbegabte zu fördern und es ihnen zu ermöglichen, ihr Leistungsvermögen zu entfalten. Neben individueller Förderung durch die Eltern, die häufig unbewusst automatisch stattfindet, gibt es spezialisierte Schulen, Verbände und andere Einrichtungen, die mit unterschiedlichen Zielsetzungen und Hintergründen Hochbegabtenförderung betreiben. Die meisten Angebote richten sich an Kinder und Jugendliche, einige wenige an junge Erwachsene. Beispielhaft kann hier das Forder-Förder-Projekt aufgeführt werden, das vom Internationalen Centrum für Begabungsforschung unterstützt wird. Für ältere Hochbegabte gibt es noch keine Angebote.

##### Förderung in der Schule
Es gibt verschiedene Fördermodelle, die in der Praxis erfolgreich angewendet werden und sich in die Bereiche Akzeleration (beschleunigtes Lernen), Enrichment (vertieftes Lernen) und Mischformen daraus gliedern lassen:
| Akzeleration | Enrichment | Mischformen |
| --- | --- | --- |
| - Vorzeitige Einschulung - Überspringen von Jahrgangsstufen - Flexible Eingangsstufe - Teilweiser Unterricht in höheren Klassen (Drehtürmodell) | - Individuelle Aufgabenstellungen - Arbeitsgemeinschaften - Zusätzliche Kurse - Teilnahme an Wettbewerben - Kooperation mit Universitäten, Schülerstudium - Austauschprogramme | - Intensivkurse - Verkürzung der Schulzeit (D-Zug-Klassen, G7) - Altersgemischte Klassen - Bilingualer Unterricht - Spezialschulen oder Spezialklassen |

Auch wenn die Notwendigkeit der Hochbegabtenförderung von vielen Seiten anerkannt wird, fördern nur wenige Schulen hochbegabte Schüler und nutzen nur selten das gesamte Spektrum der möglichen Maßnahmen aus. Für eine erfolgreiche Förderung muss außerdem immer individuell auf den Schüler eingegangen werden, da es oftmals eine größere, auch emotionale, Belastung für den Schüler bedeutet, zum Beispiel eine Klasse zu überspringen. Daher sollten Fördermaßnahmen durch Schulpsychologen begleitet werden.

##### Schulen für Hochbegabte

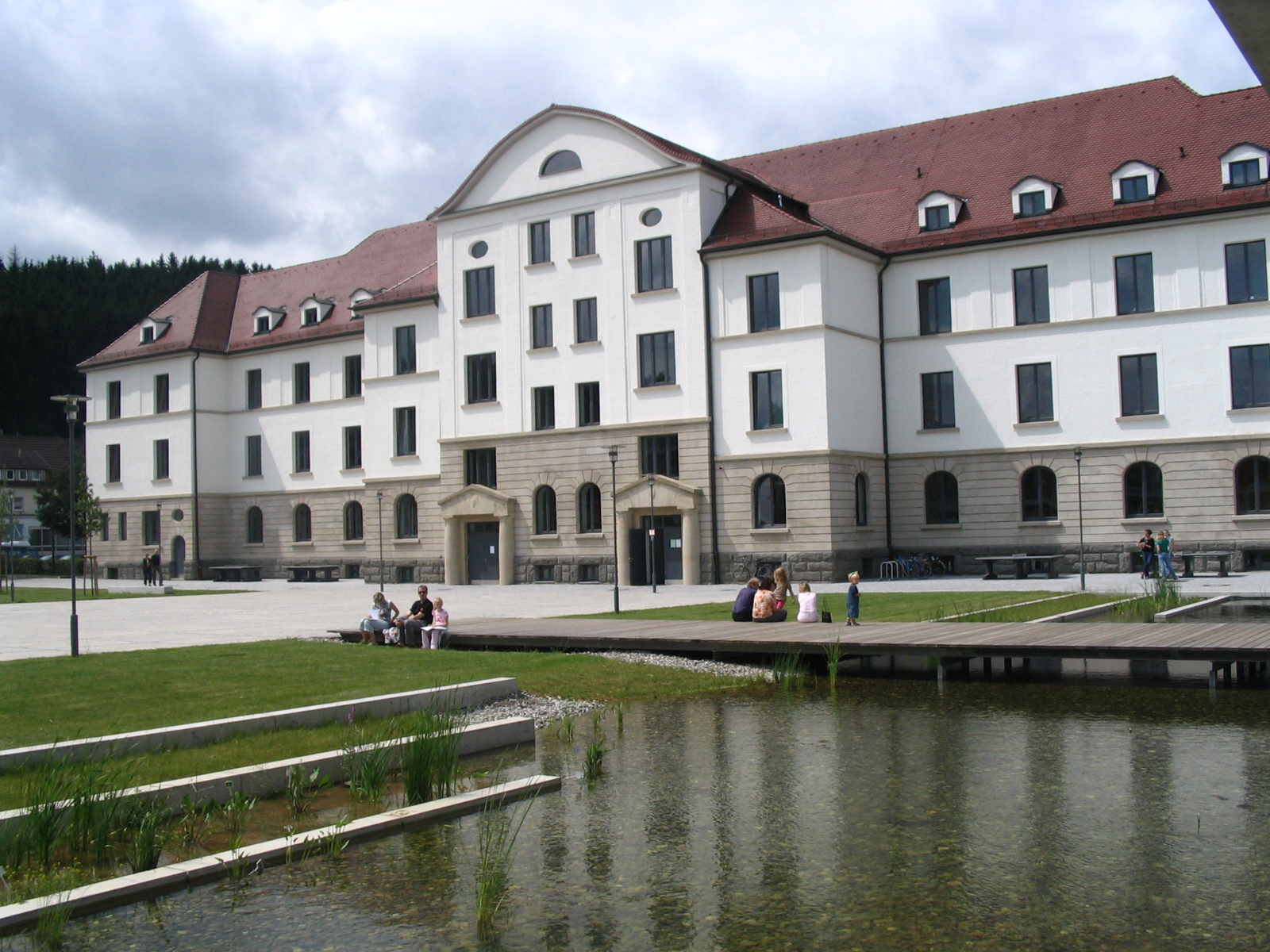
Schulen wie das LGH in Schwäbisch Gmünd fördern gezielt hochbegabte Schüler

Neben Privatschulen, die häufig ein hohes Schulgeld verlangen, haben in Deutschland auch einige Bundesländer von ihnen getragene Schulen eingerichtet, die häufig als Internat ausgelegt sind. In Baden-Württemberg gibt es das Landesgymnasium für Hochbegabte Schwäbisch Gmünd sowie mehrere Gymnasien mit einem Hochbegabtenzug, in Sachsen-Anhalt die Landesschule Pforta und in Sachsen das Landesgymnasium Sankt Afra. In Rheinland-Pfalz wird versucht, Hochbegabte systematisch zu fördern, und es wurden zum Beispiel in Kaiserslautern, Koblenz und Mainz Gymnasien mit speziellen Hochbegabtenklassen eingerichtet. Es gibt auch weitere Projekte einzelner Bundesländer oder Schulen, die zu diesem Zweck mit externen Einrichtungen zur Begabtenförderung kooperieren. Auf dem Gebiet der ehemaligen DDR gibt es noch einige Schulen und spezielle Begabtenklassen, die auf die Begabtenförderung in der DDR zurückgehen (siehe Förderung – DDR).
In Österreich gibt es die Sir-Karl-Popper-Schule in Wien, die als Versuchsschule ein Oberschulkonzept für Hochbegabte entwickelt. Besonderer Wert wird darauf gelegt, dass die Schüler auch emotional begleitet werden und ein Mitspracherecht bei der Gestaltung der Schule und des Angebots haben. Für die Unterstufe gibt es die Modellklassen am Bundesgymnasium und Bundesrealgymnasium Keimgasse Mödling. Hier können hochbegabte Schülerinnen und Schüler die Sekundarstufe 1 in drei statt vier Jahren absolvieren und anschließend in eine Oberstufe mit individuellen Schwerpunktsetzungen eintreten.
Privatschulen mit Schwerpunkt auf Hochbegabtenförderung sind beispielsweise das Galileo Gymnasium Berlin, die Schulen des Christlichen Jugenddorfwerks Deutschlands (CJD Braunschweig, CJD Rostock, CJD Königswinter) oder das Internatsgymnasium Schloss Torgelow. In der Schweiz gibt es seit 1998 die Schule Talenta in Zürich, die sich als Grundschule an Schüler der Klassen 1–6 richtet. Seit 2005 gibt es auch in Hamburg eine private Grundschule, seit 2010 auch ein privates Gymnasium.
Für hochbegabte Kinder und Jugendliche mit Verhaltensstörungen gibt es die Oswald-von-Nell-Breuning-Schule II in Offenbach am Main, eine Förderschule für Erziehungshilfe, die auf gymnasialem Niveau arbeitet. Sie führt Kinder aus allen Bundesländern ab zehn Jahren zur Realschulprüfung und zum Abitur. Träger ist das Theresien Kinder- und Jugendhilfezentrum e. V., Caritas-Verband der Diözese Mainz. Im Allgemeinen ist eine Zuweisung durch ein Jugendamt Voraussetzung für die Aufnahme.

##### Schüler- und Sommerakademien
Schülerakademien werden von verschiedenen Trägern während der Schulferien veranstaltet und bieten den Teilnehmern die Möglichkeit, sich außerhalb der schulischen Zwänge intensiv mit einem Thema zu beschäftigen. Für hochbegabte Schüler, bei denen der Besuch einer Spezialschule aus finanziellen oder persönlichen Gründen nicht in Frage kommt, bieten sie oftmals eine der wenigen Möglichkeiten, gemeinsam mit anderen interessierten Schülern zu kommunizieren und zu arbeiten. Bekannte Akademien sind die Deutschen SchülerAkademien oder die Hessischen Schülerakademien, die Teilnahme wird häufig durch Stiftungen über Stipendien finanziert. Einen ähnlichen Ansatz verfolgen die Hector-Seminare (initiiert von und benannt nach SAP-Gründer Hans-Werner Hector), deren besonderer Schwerpunkt auf der Interdisziplinarität in den Bereichen Mathematik, Informatik, Naturwissenschaft und Technik liegt.
Auch viele Hochbegabtenvereine und -verbände bieten eigene Sommerakademien an, die manchmal auch für Nicht-Mitglieder offen sind.

##### Wettbewerbe
Auch wenn sie sich normalerweise nicht ausdrücklich an Hochbegabte richten, bieten Wettbewerbe wie Jugend forscht, Jugend musiziert, Mathematik-, Chemie-, Geografie- und Physikolympiaden sowie diverse Bundeswettbewerbe Möglichkeiten für diese, ihre Interessen zu verfolgen und unabhängig von strengen Vorgaben ihre Begabung zu nutzen.

##### Stipendien und Stiftungen
Viele Stiftungen, teilweise mit politischer Ausrichtung, unterstützen begabte Schüler, Studenten und junge Berufstätige finanziell, um ihnen ein Studium, Praktika oder Weiterbildung zu ermöglichen. Ein bekanntes Beispiel ist die Studienstiftung des deutschen Volkes.

#### Kritik an der Hochbegabtenförderung
Häufig wird Einrichtungen, die sich in der Hochbegabtenförderung engagieren, vorgeworfen, Selektion zu betreiben und anderen Menschen, die ebenso von Förderung profitieren würden, diese Chance zu verwehren. Viele Institutionen, vor allem solche, deren Angebote sich an Kinder richten, betonen deswegen immer wieder, dass sie grundsätzlich an der Förderung aller Kinder interessiert sind, die ein besonderes Interesse an dem Programm mitbringen. Lediglich bestimmte Vereine, etwa Mensa, schließen Nicht-Hochbegabte von einer Mitgliedschaft aus.
Andere Kritiker sehen in der gesonderten Förderung von Hochbegabten das Problem, dass diese nicht lernen würden, sich in der realen Welt, in der sie eine Minderheit darstellen, zurechtzufinden. Weiterhin besteht auch bei der Förderung Hochbegabter, wie bei jeder intensiven Förderung, die Gefahr, dass andere wichtige Bereiche vernachlässigt werden. Dies können Gründe für Hochbegabte oder, bei Kindern, deren Eltern sein, auf bestimmte Formen oder jegliche spezielle Förderung bewusst zu verzichten.
Hohe Intelligenz wird nicht als hinreichender Grund für eine schulpsychologische Unterstützung angesehen.
Ernst Hany bindet die Notwendigkeit besonderer Förderung an das Vorhandensein einer psychischen Anfälligkeit. Nur ein kleiner Teil der hochbegabten Schüler bringe diese mit und benötige daher eine schulpsychologische Unterstützung.

## Hochbegabtenvereinigungen

Mensa ist weltweit der größte Hochbegabtenverein

Es gibt eine Reihe von Hochbegabtenvereinigungen, die unterschiedliche Zielsetzungen verfolgen und unterschiedliche Kriterien für eine Mitgliedschaft haben.
Bei einigen ist es die Absicht, den Austausch von Hochbegabten untereinander, oft auch weltweit, zu fördern. Vereine wie Mensa, Intertel und Triple Nine Society verwenden lediglich den IQ-Wert als Aufnahmekriterium und akzeptieren nur Personen als Mitglieder, deren Wert nachweislich einen bestimmten Prozentrang aufweist. So können Mensa nur 1 von 50 (2 %), Intertel nur 1 von 100 (1 %) und der Triple Nine Society nur 1 von 1000 (0,1 %) Menschen beitreten. Ihre Angebote richten sich überwiegend an Erwachsene, die ihre primäre Zielgruppe darstellen. Zusätzlich bieten die Hochbegabtenvereine verstärkt zielgruppenorientierte Informationen mit Beratungsangeboten für Eltern von hochbegabten Kindern (etwa die Angebote Mensa Kids und Mensa Juniors von Mensa in Deutschland).
Andere Vereine bemühen sich darum, Hochbegabten und ihren Eltern Informationen zu liefern und Unterstützung zu bieten. Sie stehen normalerweise allen interessierten Menschen offen. Der in Deutschland größte Verein dieser Art ist die Deutsche Gesellschaft für das hochbegabte Kind (DGhK), die auch Ortsgruppen in verschiedenen Städten und Gemeinden hat.

## Hochbegabte Erwachsene
Besonderheiten hochbegabter Erwachsener werden im englischsprachigen Raum seit Jahrzehnten in der psychologischen Fachliteratur beschrieben. Im deutschsprachigen Raum gibt es bislang nur vereinzelt Publikationen zu dieser Thematik.

### Merkmale
Eine Meta-Analyse findet folgende charakteristische Merkmale bei hochbegabten Erwachsenen:
- hohe Komplexität des Denkens
- Flut von Gedanken und kreativen Ideen
- starker Antrieb
- Intensität im Denken und Erleben
- Perfektionsstreben
- Bevorzugen individueller, eigenwilliger Lernmethoden
- Wahrheitsliebe
- starke moralische Überzeugungen, ausgeprägtes Gerechtigkeitsempfinden
- Suche nach Sinn und Bedeutung im Leben
- Hinterfragen von Regeln, Traditionen und Autoritäten
- Fähigkeit, Entwicklungen und Trends frühzeitig zu erkennen
- Gefühl des Andersseins
- Introversion
- erhöhte Wahrnehmungsfähigkeit und Sensibilität
- besonderer Sinn für Humor

Manche dieser Eigenschaften werden kontrovers diskutiert (z. B. erhöhte Sensibilität) und sind noch nicht hinreichend erforscht.

### Berufsleben
Hochbegabte Erwachsene scheinen insgesamt zufriedener mit ihrem Berufsleben zu sein als die Mehrheit. Sie haben jedoch oft Schwierigkeiten, sich für einen Berufsweg zu entscheiden und ihn lebenslang beizubehalten. Viele üben daher mehrere Berufe in Folge oder gleichzeitig aus. In einem inadäquaten Berufsumfeld können Probleme entstehen, z. B. durch Unterforderung, eigenwillige Problemlösestrategien oder Anpassungsdruck. Den höchsten Grad an Zufriedenheit zeigen Hochbegabte, die selbständig arbeiten oder in einer Führungsrolle tätig sind, wo sie gestalterische Freiheit haben.

### Lebenszufriedenheit
Unabhängig davon, ob sie herausragende Leistungen erbringen, ist die Mehrzahl hochbegabter Erwachsener einigen Studien zufolge kreativer, verdient mehr Geld, ist körperlich gesünder und erreicht ein höheres Alter als die Allgemeinheit. Die Höhe des Intelligenzniveaus scheint daher positiv mit Lebenszufriedenheit und subjektivem Wohlbefinden zu korrelieren. Andere Studien zeigen hingegen, dass es bei hochbegabten Erwachsenen im Vergleich zur Allgemeinbevölkerung ein leicht erhöhtes Risiko für bestimmte psychische und gesundheitliche Probleme gibt; dies sei insbesondere dann der Fall, wenn die Betreffenden auch hochsensibel seien. Diese widersprüchlichen Befunde erklären einige Forscher damit, dass Hochbegabte zwar einerseits oft mehr Belastungen ausgesetzt seien, andererseits aber über ein erhöhtes Maß an Resilienz und mehr kreative Bewältigungsstrategien verfügten.
Manche Fachleute wenden zudem ein, dass viele Hochbegabte in ihrer Kindheit gar nicht als solche erkannt würden, insbesondere wenn sie stark belasteten oder sozial schwachen Familien entstammten oder Minderheiten angehörten. In den meisten Studien seien Kinder erfolgreicher Eltern, die den oberen Schichten angehören, deutlich überrepräsentiert. Das Erkennen und die Förderung einer Hochbegabung habe an sich positive Effekte auf den Berufs- und Lebensweg, was zu einer gewissen Verzerrung mancher Studienergebnisse führe. Viele Erwachsene wissen nichts von ihrer Hochbegabung und haben oft keine Erklärung für ihre Besonderheiten. Manche versuchen vergeblich, sich der Norm anzupassen und werden, sofern sie Beratungen oder Therapien aufsuchen, missverstanden und erhalten Fehldiagnosen.

## Kritik am Konzept
Kritik an dem Konzept der Hochbegabung speist sich meist aus der Kritik am Intelligenzbegriff. Kritiker bezeichnen Hochbegabung ebenso wie die Intelligenz an sich als Konstrukt. Es reduziere die intellektuelle Befähigung auf einen eindimensionalen Zahlenwert, behaupte, dass dieser per Intelligenztest gemessen werden könne und teile Menschen je nach Messergebnis in Gruppen von unterschiedlichem Wert ein. Sie verweisen stattdessen auf alternative Konzepte, die auch emotionale, sportliche, künstlerische, handwerkliche und ähnliche Leistungen als Grundlage einer Hochbegabung anerkennen.
Als Beispiel für eine solche Kritik kann das Buch The Mismeasure of Man von Stephen Jay Gould genannt werden. Gould ist der Meinung, dass Menschen sehr verschiedene kognitive Fähigkeiten hätten und diese bei Menschen sehr unterschiedlich ausgeprägt seien. Es ergebe daher keinen Sinn, sie zu einer allgemeinen Intelligenz (meistens schlicht g genannt) zusammenzufassen. Vielmehr solle man sich auf eine Theorie der multiplen Intelligenzen stützen, wie sie in den letzten Jahren insbesondere von Howard Gardner vertreten wird. Gould sieht den Intelligenztest in rassistischer Tradition. Intelligenztests würden von Wissenschaftlern konstruiert, die Mitglieder der Mainstream-Kultur seien. Sie würden nicht dazu taugen, die tatsächlichen Fähigkeiten von Menschen anderer kultureller Hintergründe zu messen. Die Tests seien in Eugenik- und Einwanderungsdebatten missbraucht worden. Die Theorie der multiplen Intelligenzen gilt als empirisch nicht belegbar und wird deshalb innerhalb der modernen Intelligenz- und Hochbegabungsforschung nicht anerkannt.
Es wird von Kritikern zudem oft darauf hingewiesen, dass es sich bei Hochbegabung wie auch bei Intelligenz um ein Konstrukt handle, das über Operationalisierungen erschlossen werde. Damit stellt sich die Frage, ob es sich bei Hochbegabung nicht vielmehr nur um ein Artefakt handelt, das nichts außer einer statistischen Erscheinung darstellt, die sich aus der Annahme ergibt, Intelligenz sei normal verteilt, und in der Realität nicht existiert. Dagegen spricht, dass in der Gruppe der als hochbegabt eingestuften Personen durchaus besondere Gemeinsamkeiten gefunden werden konnten.
Ferner wird kritisiert, dass es willkürlich sei, zu sagen, dass gerade die intelligentesten 2 % hochbegabt seien (und nicht etwa die intelligentesten 1, 3 oder 7 %). Wann jemand als hochbegabt zu bezeichnen sei, sei letztlich so schwer festzulegen wie wann jemand als „sehr groß“ oder „sehr dick“ zu bezeichnen sei.
Zudem baut der Begriff Hochbegabung auf dem Begriff Begabung auf, der seinerseits umstritten ist. Allgemein gelten damit die gleichen Kritikpunkte, die zu diesen Themen geäußert werden, auch für die Hochbegabung.
Das Konstrukt Hochbegabung wurde von einigen prominenten Soziologen, so zum Beispiel Pierre Bourdieu, als klassistisch kritisiert, da es Kinder aus den Mittel- und Oberschichten bevorzuge. Die Bedingungen, unter denen ärmere Kinder aufwüchsen, ließen eine ebenbürtige Intelligenzentwicklung gar nicht zu. Der Diskurs des weniger gut messbaren Werts der Begabung beziehungsweise der Hochbegabung ist nach Bourdieu als Legitimationswissenschaft der „herrschenden Klasse“ zu sehen. Bourdieu rät dazu, sich auf das Problem der biologischen Grundlagen von Intelligenz erst gar nicht einzulassen, sondern dem Problem nachzugehen, welches die sozialen Bedingungen für das Auftreten einer solchen Fragestellung sind und den damit einhergehenden „Rassismus der Intelligenz“ bzw. „Klassenrassismus“ zu untersuchen.

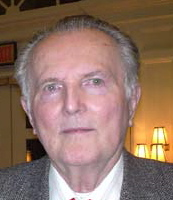
Arthur Jensen

Auch die Psychologen Hans Jürgen Eysenck und Arthur Jensen schließen sich der Meinung an, dass Begabungstests Arbeiterkinder nicht fair behandelten. Anders als Bourdieu sind sie der Meinung, dass Begabungstests zwar Auskunft über eine genetisch bedingte Fähigkeit geben, allerdings, so Eysenck, messen sie nicht alle Fähigkeiten einer Person. Es werden in Intelligenztests Fähigkeiten gemessen, die bei Kindern der Mittelschicht besonders stark ausgeprägt sind. Fähigkeiten jedoch, die bei Arbeiterkindern besonders ausgeprägt sind, werden eher nicht gemessen. Jensen und Eysenck weisen jedoch auch darauf hin, dass diese Unterschiede nur bei den kognitiven (sogenannten Ebene-II-Leistungen) bestünden, nicht jedoch bei den assoziativen Leistungen (die sogenannten Ebene-I-Leistungen).

„Gewöhnliche IQ-Tests sind nicht als ‚unfair‘ anzusehen in dem Sinne, daß man ein ungenaues und ungültiges Maß für die vielen benachteiligten Kinder hätte, die niedrige Scores erzielen. Wenn sie unfair sind, so deswegen, weil sie nur einen Teil des gesamten Spektrums der geistigen Fähigkeiten berühren und nicht jenen Aspekt enthüllen, der vielleicht die eigentliche Stärke des benachteiligten Kindes ist – die Fähigkeit für assoziatives Lernen
[…] da die traditionellen Methoden des Klassenzimmerunterrichts in Bevölkerungskreisen entwickelt wurden, welche ein überwiegend mittelständisches Vorbild an Begabungen hatten, setzen sie größeren Nachdruck auf kognitives als auf assoziatives Lernen […] zum großen Nachteil für viele Kinder, deren Lernweise vorherrschend assoziativ ist. Viele der Grundfertigkeiten können durch verschiedene Mittel erworben werden, und ein Unterrichtsschema, das einen einzigen Lernstil übermäßig herausstellt, muß bei all den Kindern magere Ergebnisse erhalten, welchen dieses Muster nicht angemessen ist.“

In der um 2007 geführten Diskussion um Studienbeiträge, die ab einem IQ von 130 nicht mehr gezahlt werden sollten, wurde mehrmals das Argument aufgebracht, dass das Konstrukt Hochbegabung Menschen aus unteren sozialen Schichten benachteilige. Die Ungleichbehandlung wurde als klassistisch kritisiert. Damals hatte erst ein Gericht den „IQ-Rabatt“ als rechtswidrig gestoppt.
Andere sind der Meinung, dass Intelligenztests Menschen, die der europäischen Mainstream-Kultur angehören, bevorzugen würden. Ethnische Minderheiten und Leute aus anderen Kulturkreisen würden benachteiligt. Anderson bemerkt: Gerade das Konzept der Intelligenz ist in Relation zur jeweiligen Kultur zu betrachten. Was in der einen Kultur als intelligent gilt, kann in einer anderen Kultur ganz anders beurteilt werden. […] Es ist eine ausgesprochen schwierige Frage, zu beurteilen, was überwiegt: dass Intelligenztest einen wertvollen Dienst bei der Zuweisung von Schülern leisten oder dass sie lediglich willkürliche kulturelle Überzeugungen durchsetzen.

## Hochbegabung in Film und Literatur

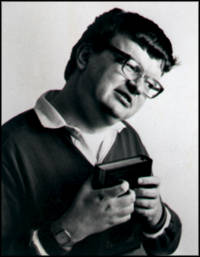
Kim Peek

Hochbegabte Kinder in Werken wie Matilda von Roald Dahl und Filmen wie Das Wunderkind Tate von Jodie Foster zeigen das Klischee eines Wunderkindes, das schon von frühester Jugend an erstaunliche Höchstleistungen erbringt.
- In dem Film Vitus von Fredi M. Murer wird der Zwiespalt problematisiert, den die Unterschiede zwischen kindlichen Bedürfnissen, Fähigkeiten, die die der meisten Gleichaltrigen übertreffen, und elterlichem Ehrgeiz für ein hochbegabtes Kind bedeuten kann.
- Die Serie Young Sheldon stellt ebenfalls den Zwiespalt des hochbegabten Sheldon Cooper zwischen intellektueller Entwicklung als Wunderkind und seiner Umwelt dar. Die Handlung wird in der Serie The Big Bang Theory fortgesetzt.
- In dem Film Good Will Hunting wird ein jugendlicher Straftäter als hochbegabt entdeckt und wehrt sich zunächst gegen die sozialen Folgen, nämlich die Aufgabe seines bequemen Lebens.[131]
- Der hochbegabte, an Schizophrenie erkrankte Mathematiker John Forbes Nash Jr. ist die Hauptperson des Filmes A Beautiful Mind – Genie und Wahnsinn.
- Die Geschichte des als Savant geltenden Kim Peek diente als Vorlage für den Film Rain Man.
- Who Am I – Kein System ist sicher begleitet einen hochbegabten Hacker, der an psychischen Störungen leidet.
- Der Film Begabt – Die Gleichung eines Lebens thematisiert den Konflikt der Eltern, ihr hochbegabtes Kind loslassen zu müssen, um es glücklich zu machen. Statt nach „behüteter Kindheit“ verlangt die siebenjährige Mary nach intellektueller Förderung.
- Die Entschlüsselung der Enigma durch den Mathematiker Alan Turing ist der Inhalt des Films The Imitation Game
- Im Tatort Münster besteht das Ermittler-Team aus dem Kommissar Thiel und dem als hochbegabt und narzisstisch dargestellten Rechtsmediziner Karl Friedrich Boerne.
- In der US-amerikanischen Fernsehserie Scorpion löst eine Gruppe von Hochbegabten knifflige Fälle für die amerikanische Regierung.
- Der Film The Accountant (2016) handelt von einem inselbegabten Buchhalter, der für die organisierte Kriminalität Geldwäsche durchführt.
- Das Wunderkind Tate erzählt die Geschichte von Fred Tate und dem Konflikt zwischen seiner Mutter Dede sowie der Wissenschaftlerin Jane Grierson, die beide den besten Weg für seine Erziehung suchen.
- Die französischen Serie HIP: Ermittlerin mit Mords-IQ handelt von der hochbegabten Morgane Alvaro und zeigt sehr deutlich die sozialen Schwierigkeiten und Probleme auf, die eine Hochbegabung mit sich bringt.